# Rego da Murta
Rego da Murta est une freguesia portugaise située dans le District de Leiria.
Avec une superficie de 16,63 km2 et une population de 948 habitants (2001), la paroisse possède une densité de 57 hab/km2.